# (5762) Wänke
5762 Wanke (1981 EG28) – planetoida z grupy pasa głównego asteroid okrążająca Słońce w ciągu 3,58 lat w średniej odległości 2,34 j.a. Odkryta 2 marca 1981 roku.